# Giorgio Vanzetta
Giorgio Vanzetta (Cavalese, 9 oktober 1959) is een Italiaans langlaufer. 

## Carrière
Vanzetta nam vijfmaal deel aan de Olympische Winterspelen en behaalde hierbij vier medailles. Tijdens de spelen van 1992 in het Franse Albertville won Vanzetta de bronzen medaille op de 50 kilometer en de achtervolging en de zilveren medaille in de estafette. Vanzetta behaalde zijn grootste succes tijdens de Olympische Winterspelen 1994 in het Noorse Lillehammer met het winnen van de olympische gouden medaille op de estafette met een voorsprong van vier tiende op de Noren.
Vanzetta mocht samen met zijn ploeggenoten van 1994 de olympische vlam aansteken tijdens de Olympische Winterspelen 2006 in Turijn.

## Resultaten

### Olympische Winterspelen
| Jaar | Plaats           | Resultaten                                                                                     |
| ---- | ---------------- | ---------------------------------------------------------------------------------------------- |
| 1980 | Lake Lake Placid | 34e 15 km 6e 4x10 km estafette                                                                 |
| 1984 | Sarajevo         | 14e 15 km 24e 30 km 30e 50 km 7e 4x10 km estafette                                             |
| 1988 | Calgary          | 10e 15 km klassiek 5e 30 km klassiek 5e 4x10 km estafette                                      |
| 1992 | Albertville      | 7e 10 km klassiek · 50 km vrij · achtervolging · 4x10 km estafette                             |
| 1994 | Lillehammer      | 15e 10 km klassiek · 14e 30 km vrij · 8e 50 km klassiek · 9e achtervolging · 4x10 km estafette |

### Wereldkampioenschappen langlaufen
| Jaar | Plaats           | Resultaten                                                                 |
| ---- | ---------------- | -------------------------------------------------------------------------- |
| 1980 | Lake Lake Placid | 34e 15 km 6e 4x10 km estafette                                             |
| 1982 | Oslo             | 9e 30 km klassiek                                                          |
| 1985 | Seefeld          | 4e 15 km klassiek · 7e 30 km klassiek · 4x10 km estafette                  |
| 1987 | Oberstdorf       | 7e 15 km klassiek 9e 30 km klassiek 14e 50 km vrij                         |
| 1989 | Lahti            | 14e 15 km klassiek                                                         |
| 1991 | Val di Fiemme    | 11e 10 km klassiek 4e 15 km vrij                                           |
| 1993 | Falun            | 10e 10 km klassiek · 11e 50 km vrij · 7e achtervolging · 4x10 km estafette |
| 1995 | Thunder Bay      | 4e 50 km vrij                                                              |
| 1997 | Trondheim        | 11e 50 km klassiek                                                         |